# Сыпатай
Сыпатай (каз. Сыпатай) — село в Меркенском районе Жамбылской области Казахстана. Входит в состав Акаралского сельского округа. Код КАТО — 315451500. Село названо в честь Сыпатай-батыра, борца против Кокандских захватчиков.

## Население
В 1999 году население села составляло 1145 человек (560 мужчин и 585 женщин). По данным переписи 2009 года, в селе проживало 1112 человек (562 мужчины и 550 женщин).